# Temple Run
Temple Run là một trò chơi platform 3D được phát hành vào ngày 4 tháng 8 năm 2011 bởi Imangi Studios - một công ty có trụ sở tại Raleigh, North Carolina, Hoa Kỳ .  Trong trò chơi, người chơi điều khiển một nhà thám hiểm đang cố gắng chạy thoát khỏi những sinh vật đuổi phía sau trong một một di tích cổ xưa. Trò chơi được phát hành lần đầu trên các thiết bị iOS, sau đó được chuyển qua Android và Windows Phone 8. Trò chơi được hai vợ chồng Keith Shepherd và Natalia Luckyanova sản xuất.
Trò chơi là một thành công về mặt thương mại với những đánh giá tích cực từ các nhà phê bình. Nhờ sự thành công này mà Imangi Studios đã cho ra mắt phần thứ 2 của trò chơi mang tên Temple Run 2 và sau đó là hàng loạt các phần phụ như: Temple Run: Brave (nhân vật chính là Merida) và Temple Run: Oz (nhân vật chính là Dorothy) (hợp tác với Disney/Pixar), Temple Run: Treasure Hunters (do Scopely phát triển), cũng như các trò chơi ăn theo lối chơi và thương hiệu của Temple Run.

## Cách chơi
Trong Temple Run, người chơi có thể điều khiển một trong những nhân vật sau: Guy Dangerous (một nhà thám hiểm và cũng là nhân vật mặc định của người chơi), Scarlett Fox (một nhà ảo thuật), Barry Bones (một cảnh sát), Karma Lee (người chạy nhanh nhất miền Viễn Đông), Montana Smith ("nhà thám hiểm vĩ đại thứ hai từ trước đến nay"), Francisco Montoya (một người chinh phục Tây Ban Nha), hoặc Zack Wonder (một ngôi sao bóng bầu dục). Nhân vật được chọn sẽ bắt đầu vào một cuộc phiêu lưu để tìm kiếm một bức tượng bằng vàng cổ xưa và có giá trị trong ngôi đền Aztec. Vì đây là một trò chơi không có kết thúc, nên người sẽ chơi cho đến khi nhân vật va chạm vào một chướng ngại vật lớn, rơi xuống nước hoặc bị những con quái vật đuổi kịp.
Trong khi nhân vật đang chạy, người chơi có thể vuốt sang trái hoặc phải, lên trên hoặc xuống dưới để di chuyển nhân vật sang hai bên màn hình, nhảy lên hoặc trược xuống để thu thập tiền xu hoặc tránh các chướng ngại vật. Có ba loại tiền xu được tìm thấy trong khi nhân vật đang chạy: vàng, đỏ và xanh dương. Một đồng tiền vàng sẽ chỉ cộng thêm một đồng xu vào tổng số tiền của người chơi, tiền xu đỏ có giá trị hai đồng xu, trong khi tiền xu màu xanh có giá trị là ba. Các đồng tiền có thể được sử dụng để mua và sau đó nâng cấp sức mạnh và các thứ khác.

## Phát triển
Temple Run được thiết kế, lập trình và sản xuất bởi vợ chồng Keith Shepherd và Natalia Luckyanova cùng với Kiril Tchangov. Trò chơi mất tổng cộng bốn tháng để phát triển. Trò chơi được bắt đầu phát triển sau thất bại về mặt tài chính của trò chơi trước đó là Max Adventure . Imangi Studios muốn tạo ra một trò chơi nhanh chóng với cách điều khiển đơn giản hơn trái ngược với cách điều khiển kép tương tự của Max Adventure. Keith bắt đầu bằng cách tạo ra một trò chơi mà nhân vật luôn chạy và có thể được điều khiển bằng cách xoay môi trường từ góc độ từ trên xuống. Ý tưởng này đã bị loại bỏ do gây chóng mặt cực độ trong quá trình thử nghiệm. Để khắc phục sự cố, các giới hạn đã được thêm vào để người chơi chỉ có thể xoay góc nhìn tối đa 90°. Khi nói đến bối cảnh của trò chơi, nhiều ý tưởng đã được đưa ra nhưng cuối cùng đã được thống nhất cho nhân vật chạy trên một con đường giống như Vạn Lý Trường Thành của Trung Quốc và đền thờ Aztec. Sau khi hoàn tất thiết kế ngôi đền, Imangi Studios đã đặt câu hỏi về động lực để cho nhân vật mà người chơi điều khiển có thể chạy liên tục mà không có bất kỳ giờ nghỉ nào và nảy ra ý tưởng là để thứ gì đó đuổi theo anh ta. Imangi Studios ban đầu chọn người ngoài hành tinh có sẵn từ Max Adventure. Nhưng sau đó Kiril đã tạo ra thiết kế của những con quái vật có hình dáng giống khỉ, trên mặt có đeo mặt nạ giống hộp sọ. Cơ chế đồng xu và đá quý ban đầu được dự định là một loạt các loại đá quý khác màu, nơi người chơi sẽ nhận được các khoản tiền thưởng khác nhau tùy thuộc vào sự kết hợp của các loại đá quý thu được nhưng thử nghiệm đã chứng minh là quá khó để đạt được nên đã bị loại bỏ.

### Phát hành
Trò chơi được phát hành trên App Store vào ngày 4 tháng 8 năm 2011. Trò chơi ban đầu có giá 99 cents để tải xuống, nhưng đã được chuyển sang dạng freemium cuối năm đó. Sau khi phát hành phần tiếp theo Temple Run 2, trò chơi được đổi tên thành Temple Run: Classic. Vào ngày 12 tháng 1 năm 2012, Imangi Studios đã thông báo trên trang Facebook rằng trò chơi sẽ được phát hành cho nền tảng Android vào tháng Hai. Và sau đó nó được phát hành trên Google Play vào ngày 27 tháng 3 năm 2012, muộn hơn một tháng so với dự kiến. Vì Temple Run ban đầu được phát hành với một công cụ tùy chỉnh, linh hoạt trên iOS, đã có một số khó khăn khi nó được chuyển sang nền tảng Android, chủ yếu liên quan đến việc sử dụng công cụ trò chơi Unity. Trò chơi thường xuyên bị lỗi, khi khiến các thiết bị quá nóng và làm cạn kiệt tuổi thọ pin cực kỳ nhanh chóng. Điều này dẫn đến hàng loạt các bài đánh giá tiêu cực. Vào ngày 27 tháng 3 năm 2013, trò chơi được phát hành trên Windows Phone 8. Sau đó là một phiên bản arcade được phát triển bởi Coastal Amusements phát hành vào năm 2012 và đã ngừng phát triển một thời gian sau đó.

## Tiếp nhận

### Cột mốc và giải thưởng
Kể từ khi phát hành lần đầu tiên trên App Store, sự phổ biến của trò chơi đã tăng vọt, đến mức Imangi Studios trở nên phổ biến hơn cả Zynga. Trong iTunes Store, trò chơi đã được xếp vào top 50 ứng dụng được tải xuống nhiều nhất vào tháng 12 năm 2011, cuối cùng trở thành ứng dụng iOS miễn phí số một trong Store. Nó cũng đạt top ứng dụng iOS có doanh thu cao nhất. Phiên bản Android đã được tải xuống một triệu lần trong vòng ba ngày kể từ khi phát hành. Tính đến tháng 6 năm 2014, Temple Run và phần tiếp theo của nó đã có hơn 1 tỷ lượt tải xuống.
Phiên bản Arcade đã giành huy chương đồng BOSA Awards 2013 cho Videmption Arcade Games.

### Đánh giá
Temple Run thường được đón nhận tích cực trong số các nhà phê bình. Phiên bản iOS giữ tổng điểm 80 trên 100 của Metacritic dựa trên 10 đánh giá.

Laarni Almendrala Ragazacủa PC Magazine gọi phiên bản Android ban đầu là "sắc nét", với điều hướng "linh hoạt". Họ cũng đưa nó vào danh sách "Ứng dụng di động để giữ trẻ em hạnh phúc".